# Alfonso Guerra (bispo)
Alfonso Guerra OP (falecido a 18 de junho de 1596) foi um prelado católico romano que serviu como Bispo de Michoacán (1592–1596) e Bispo do Paraguai (1579–1592).

## Biografia
Alfonso Guerra nasceu em Valladolid, em Espanha, e foi ordenado sacerdote na Ordem dos Pregadores. No dia 6 de fevereiro de 1579, foi nomeado Bispo do Paraguai durante o papado de Gregório XIII. A 9 de março de 1592, foi consagrado bispo por Toribio Alfonso de Mogrovejo, arcebispo de Lima, com Antonio Avendaño y Paz, bispo de Concepción; Sebastián Lartaún, Bispo de Cuzco; e Diego de Medellin, Bispo de Santiago do Chile, servindo como co-consagradores. A 9 de março de 1592, foi nomeado Bispo de Michoacán durante o papado de Clemente VIII. Serviu nessa função até à sua morte a 18 de junho de 1596, em Valladolid.